# Сент-Теранс
Сент-Тера́нс (фр. Sainte-Thérence) — коммуна во Франции, находится в регионе Овернь. Департамент коммуны — Алье. Входит в состав кантона Марсийя-ан-Комбрай. Округ коммуны — Монлюсон.
Код INSEE коммуны — 03261.

## Население
Население коммуны на 2008 год составляло 203 человека.
| 1962 | 1968 | 1975 | 1982 | 1990 | 1999 | 2008 |
| ---- | ---- | ---- | ---- | ---- | ---- | ---- |
| 168  | 205  | 179  | 147  | 156  | 188  | 203  |

## Экономика
В 2007 году среди 121 человек в трудоспособном возрасте (15—64 лет) 92 были экономически активными, 29 — неактивными (показатель активности — 76,0 %, в 1999 году было 71,7 %). Из 92 активных работали 83 человека (49 мужчин и 34 женщины), безработных было 9 (2 мужчин и 7 женщин). Среди 29 неактивных 9 человек были учениками или студентами, 10 — пенсионерами, 10 были неактивными по другим причинам.

## Достопримечательности
- Церковь Сент-Теранс (XI—XII века)
- Склеп на церковной площади
- Руины замка Ур (X—XI века)
- Плотина Пра. Построена в 1968—1970 годах